# Julius Wagner von Jauregg
Julius Wagner-Jauregg (Wels, 7 de Março de 1857 — Viena, 27 de Setembro de 1940) foi um médico psiquiatra austríaco, criador da "malarioterapia". 
Lutou trinta anos à procura de um meio de combater a insônia provocada pelo espiroqueta de Schaudinn (sífilis). Em 14 de junho de 1917, utilizando-se de um soldado contaminado pela malária, foi o seu sangue injetado em doentes mentais: ficou provado que a violenta febre ocasionada pela malária dissipava as névoas do raciocínio, perturbado pela sífilis. Sua teoria era confirmada: o único meio de atacar estes microorganismos portadores da loucura, quando localizados no cérebros humano, seria e elevação da temperatura até o ponto de aniquilar o micróbio no seu próprio reduto.
A variante escolhida foi a Plasmodium vivax, que causa uma febre alta e longa nos pacientes. O psiquiatra conseguiu resultados positivos no tratamento ainda no primeiro ano das suas experiências, o que levou a que outros clínicos começassem a adoptar o mesmo método para tratar a sífilis.
O tratamento persistiu até aos anos 50, quando a penicilina passou a ser o método preferencial para o combate à doença.
Foi agraciado com o Nobel de Fisiologia ou Medicina de 1927, por introduzir o tratamento da paralisia geral causada pela sífilis.

## Publicações
- Untersuchungen über den Kretinismus. Wien 1893. (Estudos sobre cretinismo)
- Zur Reform des Irrenwesens. Wien 1901. (Para reformar o louco)
- Verhütung und Behandlung der Progressiven Paralyse durch Impfmalaria. Handbuch der experimentellen Therapie 1931. (Prevenção e tratamento da paralisia progressiva devido à vacina contra malária)
- Fieber und Infektionstherapie. Wien u. a. 1936. (Febre e terapia de infecção)